# Penemia pacifica
Penemia pacifica is een mosdiertjessoort uit de familie van de Candidae. De wetenschappelijke naam van de soort is, als Menipea pacifica, voor het eerst geldig gepubliceerd in 1984 door d'Hondt & Schopf.